# Guerra d'indipendenza della Namibia
La guerra di indipendenza della Namibia è stato un lungo periodo di scontri che, dal 1966 al 1990, ha contrapposto le milizie indipendentiste namibiane affiliate alla South-West Africa People's Organisation (SWAPO) e l'esercito sudafricano.
Questo conflitto è anche talvolta citato come guerra di confine sudafricana, riferendosi ad un più ampio territorio di scontri comprendente anche la guerra d'indipendenza dell'Angola e la guerra civile in Angola nell'ambito della guerra fredda.

## Il contesto storico
Le origini del conflitto risalgono ancora alla prima guerra mondiale, quando il Sudafrica invase e conquistò la colonia tedesca dell'Africa del Sud-Ovest in Africa meridionale. La Namibia venne quindi governata come protettorato dal Sudafrica, in quella che doveva essere in origine solo una soluzione provvisoria, in attesa che la Namibia venisse riconosciuta come paese indipendente o ricevesse almeno lo Stato di colonia della Gran Bretagna.

Bandiera dell'Africa Tedesca del Sud-Ovest nel periodo antecedente la prima guerra mondiale

Dopo la seconda guerra mondiale il Sudafrica si rifiutò però di cedere i territori, impedendo la formazione di uno Stato indipendente, e tentò invece di inglobare l'odierna Namibia nel proprio territorio contro il parere dell'ONU. Annessa di fatto come la quinta provincia del Sudafrica, l'ex Africa del Sud-Ovest non divenne mai ufficialmente parte del Sudafrica, anche se era rappresentata nel parlamento sudafricano con una propria delegazione.

## Il conflitto

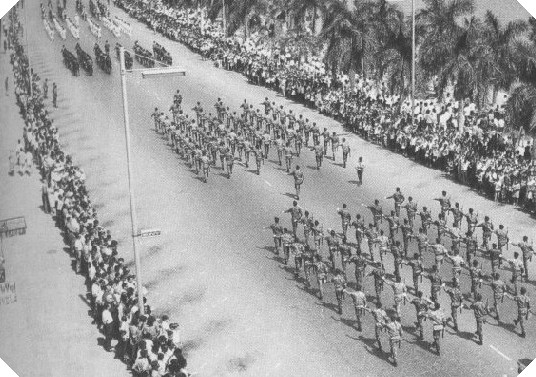
Parata militare di truppe portoghesi nella città di Luanda

Dopo il rifiuto da parte del governo sudafricano di riconoscere l'indipendenza della quinta provincia e in seguito alle forti tensioni causate dall'apartheid, le proteste della SWAPO divennero sempre più pressanti e ben presto si verificarono i primi casi di guerriglia. Nel 1962 fu fondata l'ala armata della SWAPO, la People's Liberation Army of Namibia (PLAN), e a metà degli anni sessanta numerosi avamposti della SWAPO furono organizzati nel vicino Zambia. Nel settembre del 1965 vi furono le prime incursioni di gruppi armati in territorio sudafricano, mentre il primo scontro a fuoco tra la polizia sudafricana e la SWAPO avvenne il 26 agosto 1966, quando una unità di pattuglia della polizia scortata da elicotteri della aviazione militare sudafricana si scontrò con un gruppo di ribelli armati. Questa data è considerata l'inizio della guerra di confine sudafricana e portò alla creazione di forze speciali all'interno delle Forze della difesa sudafricane, per affrontare uno scontro militare che la sola polizia non era in grado di sostenere.
Nel 1966 l'UNITA iniziò a contrastare le forze coloniali portoghesi in Angola che si trovavano già in conflitto con l'MPLA e l'FNLA. Mentre l'MPLA e l'FNLA erano presenti principalmente nel nord dell'Angola, l'UNITA operava quasi esclusivamente nel sud del Paese.

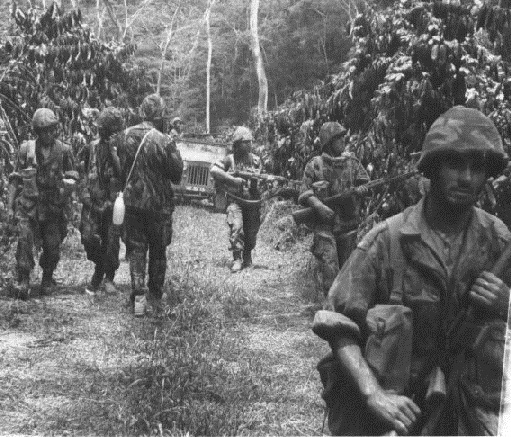
Soldati portoghesi in Angola

Durante questo primo periodo furono soprattutto la South African Police e la South West African Police (SWAPOL), appoggiate dalla South African Air Force (SAAF), a contrastare le attività dei ribelli. Ben presto però l'intensità degli scontri fu tale che il governo sudafricano dovette dar vita a una apposita unità di polizia per tentare di marginare questo fenomeno e per sedare le ormai sempre più frequenti rivolte della popolazione di colore in Namibia. Alla fine degli anni sessanta fu quindi fondata la counter insurgency unit anche nota con il nome di Koevoet che aveva come compito quello di contrastare le attività dei guerriglieri.
In seguito alla rivoluzione dei garofani del 25 aprile 1974, il governo portoghese s'impegnò a riconoscere l'indipendenza dell'Angola a partire dall'11 novembre 1975.
In vista dell'imminente indipendenza, le varie frange ribelli, che fino a quel momento avevano lottato per l'indipendenza dell'Angola, iniziarono a combattere tra loro per il controllo della capitale Luanda, scatenando una guerra civile in tutte le regioni dell'Angola. Il Sudafrica si mosse prontamente sul piano militare per difendere i propri interessi sulla diga di Calueque, che era stata costruita dai portoghesi in cooperazione con il Sudafrica e che, in base all'accordo stipulato con il dittatore portoghese António de Oliveira Salazar, doveva fornire energia elettrica a molte aree urbane in Namibia. Il conflitto originariamente delimitato nella sola Angola assunse quindi carattere internazionale coinvolgendo un numero sempre maggiore di paesi che vedevano minacciati i propri interessi in quelle regioni.

## Le guerra civile in Angola

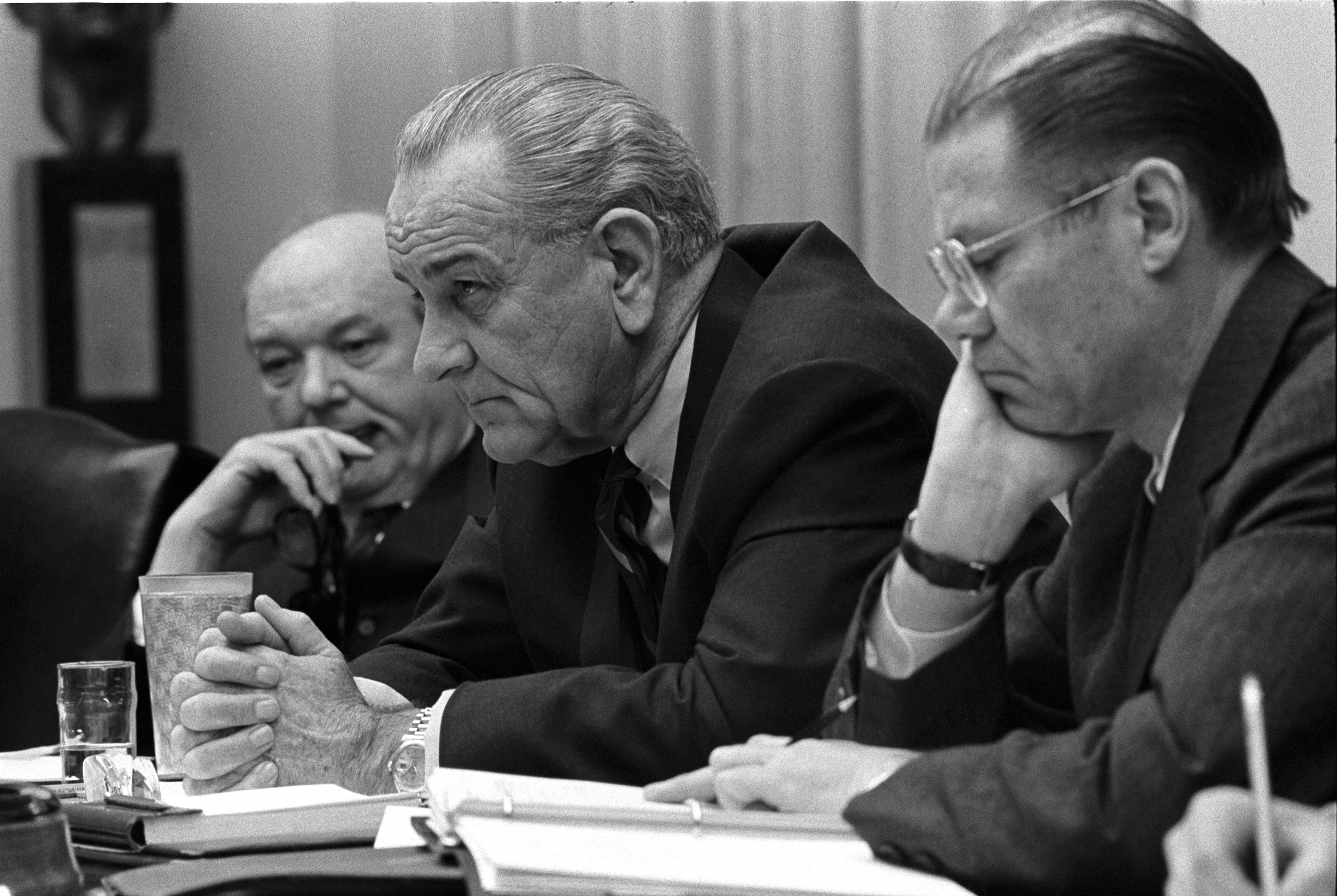
L'intervento da parte degli Stati Uniti fu fondamentale nel corso del conflitto, influenzando molte delle scelte fatte all'epoca.

Il 1975 segnò la fine della guerra di indipendenza angolana, immediatamente rimpiazzata da una guerra civile nel quadro del più ampio conflitto della guerra di confine.
Verso la fine del 1975 l'MPLA, che poteva contare sull'appoggio dell'Unione Sovietica e soprattutto di un nutrito contingente militare cubano (oltre 25 000 soldati), prese il controllo della capitale dell'Angola ed entro il 26 febbraio 1976 tutte le forze armate portoghesi avevano lasciato il paese. Gli Stati Uniti aiutarono ufficialmente l'UNITA ed l'FNLA per contrastare l'MPLA fino all'Emendamento Clark (1976) e durante l'amministrazione Reagan, in ogni caso durante tutto il conflitto rimase operativo il supporto della CIA. L'MPLA riuscì quindi a prendere il potere sciogliendo il governo nominato dai tre gruppi guerriglieri e, priva ormai di rivali, assunse di fatto il controllo di quasi tutto il territorio dell'Angola.
La reazione sudafricana non si fece attendere ed il 14 ottobre 1975 l'invasione dell'Angola su larga scala ebbe luogo durante l'operazione Savannah. Punto chiave dell'operazione era assicurarsi il controllo degli impianti elettrici di Ruacana-Calueque. Con l'aiuto dell'FNLA e dell'UNITA, le forze armate sudafricane riuscirono ad assumere il controllo della Benguela railway che avrebbe permesso, in caso di necessità, un rapido ritiro dal territorio, oltre a garantire una via di rifornimento attraverso un territorio impervio e quasi privo di vie di collegamento. Il Sudafrica decise di creare una Task Force per contrastare in modo efficace l'espansione dell'MPLA, che, secondo il governo sudafricano, puntava nel frattempo a prendere il potere anche nelle regioni confinanti con l'Angola. Fu quindi formata la task force Zulu composta dai gruppi da combattimento Alpha e Bravo, che aveva come compito quello di infiltrarsi nel territorio dell'Angola per contrastare le attività dell'MPLA e per assumere, in vista di una prossima invasione delle regioni meridionali da parte dell'esercito sudafricano, il controllo di alcuni punti chiave in queste aree. In soli 15 giorni la Task Force Zulu catturò Nova Lisboa (Huambo), Rocadas, Sa da Bandeira e Mocamedes. In soli 30 giorni i sudafricani riuscirono a percorrere oltre 3000 chilometri di giungla, raggiungendo alla fine del trentesimo giorno la città di Ngunza. e puntando verso la capitale angolana. I gruppi da combattimento Foxbat, Orange e X-Ray furono inviati di seguito in rinforzo. Dopo numerosi scontri tra guerriglieri dell'MPLA e forze sudafricane Cuba intervenne: il 4 novembre 1975 Fidel Castro lanciò l'Operazione Carlota inviando 35 000 uomini delle Fuerzas Armadas Revolucionarias (FAR) su richiesta dell'allora primo ministro angolano Agostinho Neto.

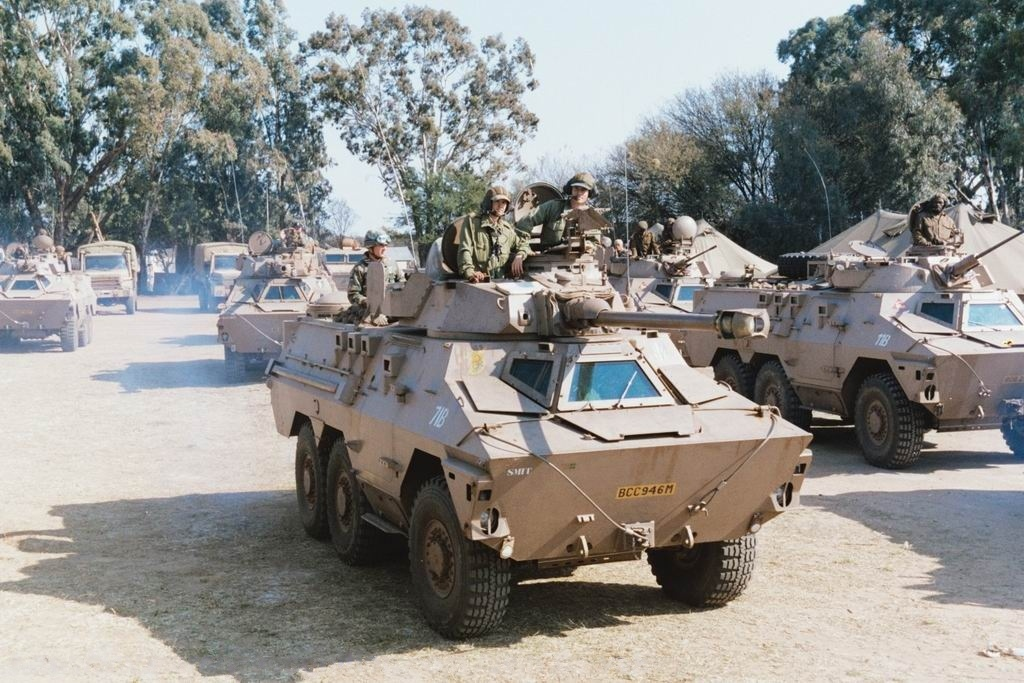
Alcuni veicoli blindati del tipo Ratel all'epoca in dotazione forze armate sudafricane si preparano per essere schierati al confine con l'Angola

Il 9 novembre 1975, su richiesta del comandante dell'FNLA Holden Roberto, la Task Force Zulu decise di attaccare Luanda. Fu approvato un bombardamento della capitale dell'Angola da parte dell'artiglieria pesante e furono dislocati in posizione tre obici da 140 mm. A causa della scarsa preparazione dei guerriglieri dell'FNLA, l'attacco fu un fallimento e il personale sudafricano si dovette ritirare. In questa occasione si creò il mito che i soldati sudafricani sarebbero giunti a pochi chilometri dalla capitale Luanda, tuttavia la presa della capitale dell'Angola non rientrava nei piani delle forze armate sudafricane.
Il 10 novembre MPLA e Cubani riportarono un'importante vittoria nella Battaglia di Quifangondo contro le truppe dell'FNLA e dello Zaire, scontro decisivo per l'annientamento del FNLA.
Il 25 novembre i militari cubani sconfissero le forze sudafricane nella battaglia di Ebo, mentre i primi di dicembre la Task Force Zulu riportò la vittoria nella battaglia di Bridge 14.
A metà dicembre il Sudafrica estese il servizio militare e iniziò ad impiegare le riserve. Entro la fine dell'anno la lotta cominciò a volgere a favore dell'MPLA. In aggiunta, le critiche internazionali al Sudafrica e il cambiamento nelle politiche estere americane insieme alla pressione delle FAR cubane, spinsero il Sudafrica a ritirare le proprie forze armate dall'Angola nel marzo 1976. Il Sudafrica, però, non cessò di sostenere l'UNITA nella lotta contro l'MPLA. Nel decennio che seguì, le forze armate sudafricane intrapresero numerose operazioni militari in Angola, Zambia, Zimbabwe, Botswana e Mozambico per contrastare una possibile espansione dell'MPLA.

## Le mediazioni ONU e degli Stati Uniti

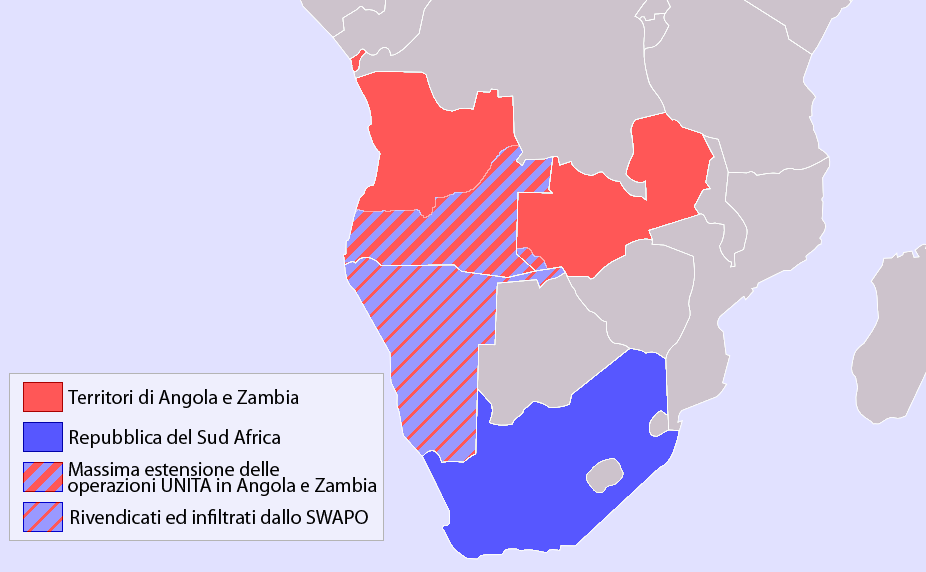
Zone interessate da operazioni militari

Dal 1966 al 1988 il Consiglio di sicurezza delle Nazioni Unite approvò una serie di Commissioni per trovare una soluzione al problema dell'indipendenza della Namibia. Ciò nonostante, il Sudafrica non riconobbe l'indipendenza della Namibia neanche dopo che il consiglio di sicurezza ne aveva dichiarato illegittima l'annessione al Sudafrica. Un ruolo chiave venne giocato dal finlandese Martti Ahtisaari, futuro premio Nobel per la pace. Entrato in contatto con le principali organizzazioni indipendentiste della Namibia, specialmente con la SWAPO, al termine del suo incarico come ambasciatore a Dar es Salaam, fu nominato commissario dell'ONU per la Namibia. Nel 1982 furono gettate le prime basi per l'indipendenza del paese e per dotarlo di una sua costituzione. Compito di mediatore lo ebbero gli Stati Uniti che, a partire dal 1984, si impiegarono, senza successo, affinché le forze della South African Defence Force fossero ritirate dall'Angola meridionale.
Il ruolo mediatore degli Stati Uniti fu però sottoposto anche a pesanti critiche, specialmente da coloro che puntavano a ricevere il riconoscimento dell'indipendenza della Namibia a livello internazionale. Nonostante la politica americana promettesse a parole una rapida fine del conflitto, gli Stati Uniti sembravano invece incoraggiare il Sudafrica ad estendere la propria sfera di controllo sui paesi limitrofi, fornendo all'UNITA missili Stinger, missili anticarro e armi di ogni genere per contrastare l'MPLA.
Nel 1987 il governo angolano decise quindi di sferrare una pesante offensiva nel sud del paese per ritornare in possesso delle regioni meridionali. Nonostante il parere negativo dei consiglieri militari cubani, l'esercito angolano lanciò un attacco da Cuito Cuanavale in tutta la regione lungo il confine con il Sudafrica. In risposta, l'esercito sudafricano invase nuovamente le regioni meridionali dell'Angola dando il via alle operazioni militari Modular e Hooper e respingendo le forze regolari dell'Angola fino alla città di Cuito Cuanavale da dove era iniziata l'offensiva.
Di conseguenza Cuba inviò 55000 soldati in Angola per respingere le forze armate Sudafricane. I due eserciti si scontrarono nella battaglia di Cuito Cuanavale, la più sanguinosa mai avvenuta in Africa dopo la fine della seconda guerra mondiale. Nonostante entrambe le fazioni rivendicassero la vittoria, in tale occasione le forze cubane riuscirono a respingere gli invasori sudafricani. Le conseguenze furono una forte offensiva nel territorio della Namibia e contro gli impianti idroelettrici di Calueque. Il 27 giugno 1988 alcuni MiG-23 cubani, che nel frattempo erano riusciti ad assumere la supremazia aerea dei cieli angolani, bombardarono l'impianto idroelettrico uccidendo 12 soldati sudafricani. Alla fine il governo del Sudafrica propose ai governi angolano e cubano la tregua.

## I negoziati di pace

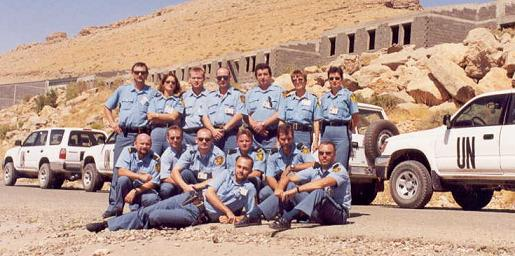
L'intervento delle Nazioni Unite fu fondamentale per ripristinare la pace in Namibia.

Nel 1987 fu presa in considerazione la possibilità di riconoscere l'indipendenza della Namibia, nominando Bernt Carlsson come eventuale governatore provvisorio della provincia fino a quando il paese non fosse divenuto indipendente.
Nel maggio del 1988 Chester A. Crocker, segretario agli esteri delle Nazioni Unite per gli affari in Africa, presentò a Londra le prime proposte avanzate da osservatori cubani, sovietici e dalle parti in causa. Nei sette mesi successivi un intenso lavoro diplomatico rese possibile la ratifica della risoluzione 435 del consiglio di sicurezza.
Cuba ed Unione Sovietica garantirono il ritiro delle loro truppe non appena le forze armate sudafricane si fossero ritirate dall'Angola e promisero di cessare la fornitura di armi all'Angola. Questi accordi, a cui parteciparono da una parte Angola, Swapo e Cuba, dall'altra Sudafrica e Stati Uniti, siglati dopo la richiesta di tregua da parte del governo Sudafricano, noti anche con il nome di accordi di New York, diedero nuova forza alla risoluzione delle Nazioni Unite che fu poi ratificata nel dicembre del 1988. La repubblica democratica dell'Angola approvò infine nel protocollo di Brazzaville il ritiro delle truppe cubane accettando al loro posto una commissione di osservatori internazionali presieduta da Unione Sovietica e Stati Uniti per il mantenimento della pace. Contemporaneamente il Sudafrica accettò di cedere la sovranità della Namibia alle Nazioni Unite.

## La transizione all'indipendenza
Il 1º aprile 1989 la risoluzione 435 delle Nazioni Unite fu messa in atto e la transizione verso l'indipendenza della Namibia fu avviata. L'ex commissario delle Nazioni Unite Martti Ahtisaari giunse quindi a Windhoek nell'aprile del 1989 per presiedere il United Nations Transition Assistance Group (UNTAG).
Nonostante la garanzia di ricevere l'indipendenza dal Sudafrica la People's Liberation Army of Namibia, uno dei bracci armati della SWAPO, decise di occupare con circa 2 000 uomini una parte dei territori del nord della Namibia per garantirsi il controllo del paese una volta che esso fosse divenuto indipendente. Su consiglio dell'allora primo ministro britannico Margaret Thatcher che si trovava in visita di stato in Sudafrica, Martti Ahtisaari fece intervenire un piccolo contingente dell'esercito sudafricano per ripristinare l'ordine nelle province settentrionali del paese. Seguì un periodo di intensi scontri tra le forze sudafricane e quelle del PLAN, durante il quale circa 375 guerriglieri furono uccisi. In un consiglio di urgenza convocato a Mount Etjo nei pressi di Otjiwarongo fu deciso di interrompere l'offensiva sudafricana per permettere ai ribelli di ritirarsi dietro la linea di confine dell'Angola. Di fatto tale manovra permise di ridurre l'intensità degli scontri nelle province settentrionali della Namibia, anche se sporadici scontri avvennero fino alla fine del periodo di transizione.
Nell'ottobre del 1989, su richiesta del consiglio di sicurezza, il governo sudafricano disciolse l'unità anti-sommossa Koevoet. Questo fu uno dei punti più delicati di tutte le trattative in quanto questa unità anti-sommossa della polizia sudafricana, formata su ordine del governo di Pretoria dopo che il consiglio di sicurezza aveva presentato la bozza della risoluzione 435, non veniva citata in tali documenti. Il problema fu risolto dal consiglio di sicurezza deliberando una seconda risoluzione, la risoluzione 640 che prevedeva lo smantellamento della Koevoet. Il 29 agosto 1989 la risoluzione entrò in vigore e 1 200 membri delle unità anti sommossa furono smobilitati mentre i restanti 400 sarebbero stati smobilitati entro il 30 ottobre dello stesso anno.
Il periodo di transizione all'indipendenza durò circa undici mesi e fu da ogni punto di vista abbastanza tranquillo. Il Sudafrica ritirò i suoi soldati dalla Namibia, prigionieri politici furono rilasciati e 42 000 rifugiati si apprestarono a rimpatriare sotto la supervisione dell'Alto commissariato delle Nazioni Unite per i rifugiati. Nel novembre del 1989 si tennero le prime elezioni che videro la vittoria del partito della SWAPO con il 57% dei voti, a una manciata di voti dalla maggioranza dei due terzi necessaria per modificare la costituzione che era stata approvata dal Sudafrica. All'opposizione andò il partito democratico
Turnhalle Alliance che ricevette il 29% dei voti. Infine il primo consiglio di assemblea del neoeletto parlamento, si tenne il 29 novembre 1989.

## Festeggiamenti per l'indipendenza
I festeggiamenti per l'indipendenza della Namibia ebbero luogo il 21 marzo 1990 a Windhoek. Ai festeggiamenti partecipò oltre a venti capi di stato anche Nelson Mandela, liberato nel febbraio di quell'anno dalle carceri sudafricane dove era stato rinchiuso per più di venti anni, per la sua opposizione all'apartheid. Tra gli ospiti invitati dal governo ci furono anche Javier Pérez de Cuéllar segretario generale delle Nazioni Unite, il presidente del Sudafrica Frederik Willem de Klerk, il presidente della SWAPO, Sam Nujoma che poco dopo sarebbe divenuto il primo presidente della Namibia, e Fidel Castro.